# باتل بيدا مان
بي-ليجند باتل بيدامان مسلسل أنمي ياباني من إنتاج إستديو دي رايت. تم عرضة لأول مره في 5 يناير 2004 واستمر حتى 27 ديسبمر 2004. تمت دبلجة المسلسل للعربية بواسطة مركز الزهرة وتم عرض المسلسل عام 2007 على قناة سبيس تون.

## القصة
تدور أحداث قصة هذا الأنمي في زمن مختلف عن زمننا إذ أن الناس كانوا يمارسون لعبة البيدامان منذ قديم الزمان وكان هناك قط يدعى (أرمادا) وهو الذي ابتكر هذه اللعبة وكان يدرب اللاعبين عليها.
ولكن كان هناك مجموعة أشرار يخططون للسيطرة على عالم البيدا مستخدمين أسلحة البيدا التي يمتلكونها وقد سرقوا نظام الصفر الذي ابتكره (أرمادا) لتطوير السلاح ليساعدهم في تحقيق أهدافهم ويسمون أنفسهم (لاعبوا الظل المتحالف).
عندئذ طلب (أرمادا) من سيد عالم البيدا أن يجعل السلاح الذي صنعه (سيف الكوبالت) أقوى سلاح في العالم وحقق له سيد عالم البيدا رغبته، ثم أصبح (سيف الكوبالت) ملكا لفتى يدعى (ياماتو) وكان يقاتل لاعبي (الظل المتحالف) به.

## الشخصيات
ياماتو (大輪 ヤマト - Yamato):
ياماتو بطل القصة فتى صغير يهوى رياضة البيدا عمره 11 سنة، كان يعيش بين القطط عندما كان صغير قبل أن تأتي كوتشان وتحتظنه وتربيه، يمتلك ياماتو اقوى سلاح في عالم البيدا وهو سيف الكوبالت.
كوتشان (大輪 ミエ - Mie):
المرأة التي احتضنت ياماتو وربته منذ كان صغيراً، عمرها 22 سنة، كانت تدير مطعماً في قريتها.
وان (グレイ・マイケル・ビンセント - Grey):
معلم في لعبة البيدا وصديق ومنافس ياماتو الأول.
برو (ブル・ボーグナイン - Bull):
اغرب شخصيات المسلسل فهو يمتلك ثلاث شخصيات مختلفة في جسده، الغبي الابله، والهادئ الحكيم والقوي العنيف.
تن (燕 ツバメ - Terry):
صديق ياماتو المخلص الذي يتميز بالادب والاخلاق العالية.
تينا (リエナ・グレース・ビンセント - Liena):
أخت وان الصغيرة والتي قبضت عليها بواسطة لاعبي بيدا الظلام ليجعلوا وان ينفذ اوامرهم.
وين (ウェン・ユンファ - Wen):
اخ تري الكبير.
تري (リー・ユンファ - Li):
اخ وين الصغير.
كين (- Enjyu - 炎呪):
لاعب قوي جداً كان اقوى لاعبي بيدا الظلام.
أرمادا (アルマーダ - Armada):
مخترع لعبة البيدا ومعلم ياماتو واصدقائه.
ابابا (アババ - Ababa):
القط الشرير الأول الذي سيطر عليه سيد عالم الظلام.
أنجيو (カイン・マクダネル・ルース - Cain):
لاعب محترف كان طيباً في البداية لكنه أصبح من جماعة بيدا الظلام.
جوشو (ジョシュア - Joshua):
مساعد انجيو المخلص.
سيد عالم الظلام (برايس) (ネオシャドウ（ビアス） - Neo Shadow Alliance (Birce)‎):
اقوى الاشرار وهو سيد عالم الظلام وسيد لاعبي بيدا الظلام.

## الممثلون
- فدوى سليمان - ياماتو
- أسيمة يوسف - وان
- أميرة حذيفي - برو
- سمر كوكش - تن، كين
- لينا ضوا - تينا
- راميا الإبراهيم - تري
- لمى الشمندي - كوتشان، أنجيو
- مأمون الفرخ
- محمد خير أبو حسون
- محمد مصطفى - سلإي
- يحيى الكفري - أرمادا (ج2)
- فاطمة سعد - جمال

## طاقم العمل

### النسخة العربية
- الإعداد: نور جرجور
- المراجعة: د.شفيق بيطار، عماد عكر
- التدقيق اللغوي: رمضان أيوب
- الترجمة: نوار الحمصي
- الصوت: غسان حرفوش
- المكساج: منار السمكري
- المونتاج: سامر أبو حمد
- كلمات والحان الشارة: طارق العربي طرقان
- غناء الشارة: رشا رزق، طارق العربي طرقان
- تسجيل الشارة: سمير قصيباتي
- التترات: محمد القزة
- المتابعة المالية: محمد حسان مهنا، عبد القادر نبهان
- إدارة الإنتاج: رضوان حجازي
- إنتاج وتوزيع: ANIMATION INTERNATIONAL (ماهر الحاج ويس)
- تنفيذ الدوبلاج: مركز الزهرة

Free Zone
دمشق
Tel:2126025
Fax:2134317
- الإشراف الفني: مأمون الرفاعي
- © Inuki Eiji/Shogakukan·TAKARA·d-rights·TV Tokyo

## روابط خارجية
- The B-Daman Wiki Forums, a community dedicated to B-Daman
- D Rights B-Daman website
- TV Tokyo B-Daman website
- Battle Beadman homepage
- AnimesTugaPT
- باتل بيدا مان (أنمي) في شبكة أخبار الأنمي
- باتل بيدا مان على موقع IMDb (الإنجليزية)
- باتل بيدا مان على موقع ميتاكريتيك (الإنجليزية)
- باتل بيدا مان على موقع قاعدة بيانات الفيلم (الإنجليزية)
- باتل بيدا مان على موقع ANN anime (الإنجليزية)